# Louis-Michel Viger
Louis-Michel Viger (28 septembre 1785 – 27 mai 1855) est un avocat au Bas-Canada, homme d'affaires et homme politique.  
Il est né à Montréal en 1785 et a étudié au Collège Saint-Raphaël en même temps que son cousin, Louis-Joseph Papineau. Il a fait son stage en droit avec son cousin, Denis-Benjamin Viger, admis au barreau en 1807 et commença son bureau à Montréal. Viger a été membre de la milice locale et servit comme lieutenant pendant la guerre de 1812. En 1824, il épouse Marie-Hermine, fille de Louis Turgeon, seigneur de Beaumont. En 1830, il fut élu pour représenter Chambly à la Chambre d'assemblée du Bas-Canada en tant que membre du parti patriote et il a voté en faveur des quatre-vingt-douze résolutions. De 1831 à 1833, il réside en Angleterre comme envoyé du Bas-Canada auprès du gouvernement britannique, et prend l’historien, poète et notaire canadien François-Xavier Garneau comme secrétaire.
Il est à nouveau élu en 1834. En 1835, en partenariat avec Jacob De Witt, il a mis en place la Banque du peuple pour contrer le monopole de la Banque de Montréal dans la province. Parce qu'il avait joué un rôle important dans les réunions de protestation organisées avant la rébellion, Viger a été arrêté en novembre 1837 et inculpé de trahison. Il a été libéré en août 1838 et puis emprisonné à nouveau pendant quelques instants plus tard la même année. Viger a protesté contre l'union du Haut-Canada et du Bas-Canada et les irrégularités dans les élections qui ont suivi. Il a été élu à l'Assemblée législative pour la circonscription de Nicolet lors d'une élection partielle de 1842. Sa femme est morte en 1839. Il épouse Aurélie, la fille de Joseph-Édouard Faribault, qui était alors le seigneur de l'Assomption après la mort de son premier mari. Viger est élu à Terrebonne en 1848. Il fut receveur général au Conseil exécutif de 1848 à 1849, et démissionna lorsque la capitale fut transférée de Montréal à Toronto. Il a été élu à l'Assemblée à nouveau pour Leinster en 1851.
Il est mort d'un AVC à L'Assomption en 1855 et est inhumé à Repentigny.